# Ozacarus tahitiensis
Ozacarus tahitiensis är en kvalsterart som först beskrevs av Hammer 1972.  Ozacarus tahitiensis ingår i släktet Ozacarus och familjen Lohmanniidae. Inga underarter finns listade i Catalogue of Life.